# MOS Technology 6502

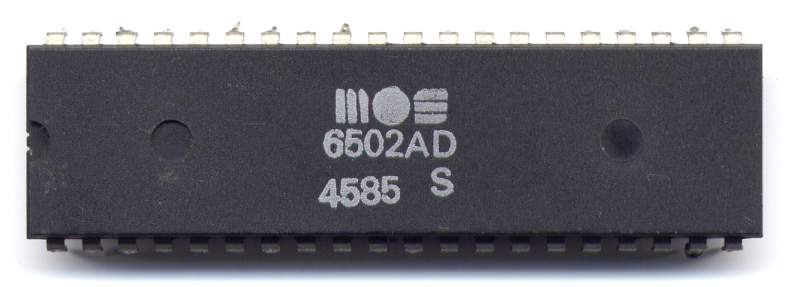
Un processador MOS 6502 en un paquet plàstic DIL-40.

El MOS 6502 o MOS Technology 6502 va ser un microprocessador de 8 bits dissenyat per MOS Technology el 1975. Quan va ser introduït, va ser per una llarga tirada, el més barat UCP del mercat amb característiques completes, en al voltant d'un sisè del preu, o menys, que UCPs amb què competia de companyies més grans com Motorola i Intel. Era tanmateix més ràpid que la majoria d'ells, i, junt amb el Zilog Z80, van ser l'origen d'una sèrie de projectes d'ordinadors que finalment donarien lloc a la revolució de l'ordinador personal de finals dels 1970 i els principis dels anys 1980.
A més de MOS Technology, el disseny del 6502 va tenir originalment com a segona font Rockwell i Synertek i va anar llicenciat més endavant a un nombre de companyies. En realitat, el 6502 consisteix en una família de UCPs que comparteix el xip, però està encapsulat amb diferents nombres de patilles, abaratint costos i sacrificant algunes funcions. A més hi ha dos grups: els 650x, amb rellotge intern i els 651x que necessiten rellotge de dues fases (com el MC6800).

## Segones fonts
MOS Technology va llicenciar aviat el seu 65xx, entre d'altres, a les següents companyies:
- Rockwell International
- Synertek
- AMI
- ITT
- UMC
- NTE